# Càrn Eige
Le Càrn Eige, parfois Càrn Eighe, est une montagne du Royaume-Uni située en Écosse, dans les Highlands. Il est le plus haut sommet au nord du Great Glen avec 1 183 mètres d'altitude.

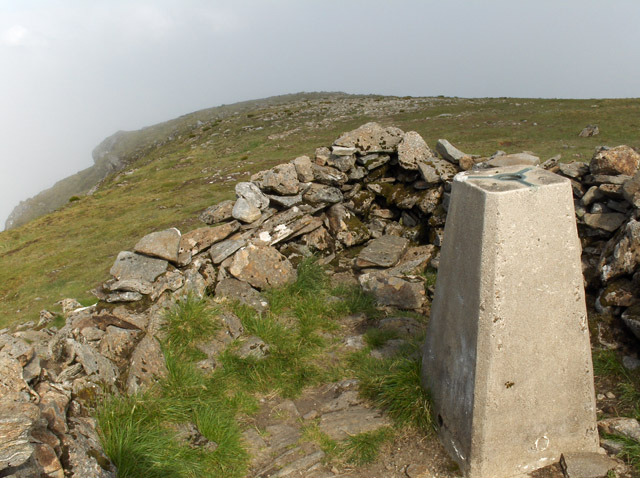
Le sommet du Càrn Eige.